# Montaña Frazier
La montaña Frazier (en inglés: Frazier Mountain) es una montaña de pico amplio y arbolado de pinos en el Sistema de Cordilleras Transversales, dentro del Bosque Nacional Los Padres, en el noreste del condado de Ventura, California. A 8017 pies (2444 m), la montaña Frazier es la decimosexta montaña más alta en las cordilleras transversales del sur de California. 

## Geografía

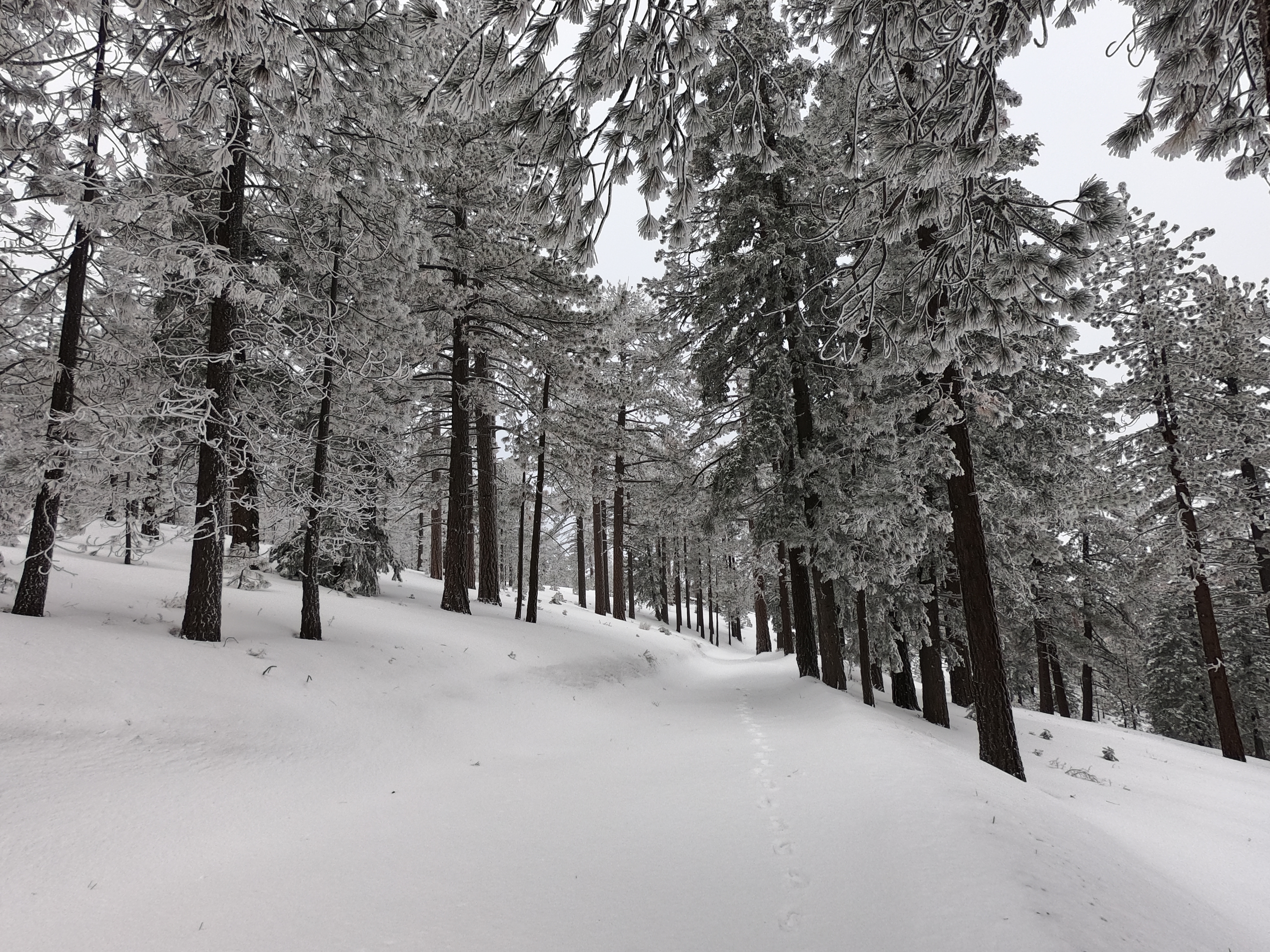
Nieve en la cima de la montaña Frazier. Febrero de 2019.

La comunidad de Frazier Park y su distrito periférico de Lake of the Woods están al norte de la montaña. La intersección de los condados de Ventura, Los Ángeles y Kern se encuentra justo al noreste. La carretera interestatal 5 se extiende hacia el este de la montaña, y los cables de la ruta 26 de Edison del sur de California de 500 kV quedan en las estribaciones orientales. 
El monte Pinos está a 34 kilómetros por carretera al oeste de la montaña Frazier. La montaña Álamo y el santuario de cóndores de Sespe están al sur.
La cumbre de la montaña es un área de vigilancia del Servicio Forestal con instalaciones de torre de radio, así como una torre de vigilancia de incendios abandonada. Se puede acceder al punto más alto por un camino forestal que está abierto cuando no hay nieve presente en la montaña. 